# Ratpenat de Bechstein
El ratpenat de Bechstein (Myotis bechsteinii) és una espècie que es pot trobar a tot Europa i a l'Àsia occidental.

## Descripció
És un ratpenat de musell llarg i cònic i orelles clarament més llargues que el cap, de manera que doblegades endavant sobrepassen l'extrem del musell en 8 mm. El tragus, puntegut i en forma de llanceta, arriba aproximadament a la meitat del pavelló de l'orella.
El pelatge és força llarg, de color marró pàl·lid o marró vermellós per la part dorsal i gris clar per la ventral. El musell és marró vermellós, i, les orelles i el patagi, marró grisós clar. Les cries són de color gris clar o gris cendra.
Dimensions corporals: cap + cos (38 - 55 mm), cua (30 -47 mm), avantbraç (39 -44 mm) i envergadura alar (250 -300 mm).
Pes: 7-14 g.

## Hàbitat
Arborícola, viu principalment en boscos de muntanya. Generalment s'amaga en forats dels arbres, però també pot allotjar-se en cases, coves i avencs.

## Costums
Surt a caçar després de fer-se fosc, amb un vol lent entre 1 i 5 m d'altura, molt hàbil en espais reduïts.

A l'hivern forma petits grups de tres a deu individus o bé se'l troba solitari. A l'estiu forma colònies de deu a trenta individus.

## Espècies semblants
El ratpenat d'orelles dentades té les orelles més curtes: doblegades endavant arriben a l'extrem del musell sense sobrepassar-lo.
El ratpenat de bigotis és de mida més petita (la longitud de l'avantbraç no supera els 37 mm) i té les orelles més curtes.